# Sebastian Białecki
Sebastian Białecki (ur. 6 grudnia 2003 w Łodzi) – polski darter, posługujący się pseudonimem Bolt (Piorun). Triumfator Denmark Open oraz turnieju kategorii Players Championship. Dwukrotny Mistrz Polski Juniorów. Wielokrotny zwycięzca krajowych turniejów darta. Uczestniczy w międzynarodowych turniejach organizowanych przez Professional Darts Corporation (PDC) oraz World Darts Federation (WDF).

## Kariera

### 2021
W marcu Białecki rzucił dziewiątą lotkę w meczu ze Szkotem Jimem McEwanem w UK Open, będąc najmłodszym zawodnikiem turnieju. Udało mu się wygrać ten mecz, a po McEwanie pokonał także Holendrów Jitse van der Wala i Derka Telnekesa. Ostatecznie przegrał w czwartej rundzie z Austriakiem Mensurem Suljoviciem.
Po pokonaniu Kevina Doetsa w finale European Challenge Tour 10 4 września, Polakowi udało się zdobyć swój pierwszy tytuł PDC. Drugi tytuł Białecki zdobył po pokonaniu Geerta Nentjesa w finale European Development Tour 08 w dniu 5 listopada.

### 2022
W marcu podczas UK Open, Białecki zdołał pokonać kolejno Matta Campbella 6-1, Joe Murnana 6-5, Keegana Browna 6-2, Ritchiego Edhouse’a 10-6, Iana White’a 10-9 i Ryana Searle’a 10-6 w legach. W ćwierćfinale przegrał z Irlandczykiem Williamem O’Connorem 9-10.
W kwietniu Białecki wygrał swój pierwszy turniej WDF, pokonując Darrena Johnsona w finale Denmark Open. W rezultacie Białecki automatycznie zakwalifikował się do Mistrzostw Świata WDF 2023, do których ostatecznie nie przystąpił, ponieważ zakwalifikował się Mistrzostw Świata PDC.
Białecki zadebiutował w European Tour PDC w maju podczas Czech Darts Open. W pierwszej rundzie przegrał 4-6 z Martijnem Kleermakerem.
4 czerwca Polak dopisał do swojego nazwiska kolejny tytuł – Development Tour 14. W półfinale zanotował zwycięstwo 5-0 nad Bradleyem Brooksem, po czym w finale pokonał Keane’a Barry’ego 5-3.
Wraz z Krzysztofem Ratajskim, Białecki reprezentował Polskę na World Cup of Darts. W pierwszej rundzie, w meczu duetów wygrali z Amerykanami Julesem van Dongenem i Dannym Baggishem. W drugiej rundzie Polacy przegrali z Belgami – Kimem Huybrechtsem i Dimitrim Van den Berghiem.
Dzięki wygranej w kwalifikacjach Europy Wschodniej w listopadzie, Białecki zdołał zakwalifikować się do Mistrzostw Świata PDC.

### 2023-2024
Na Mistrzostwach Świata 2023 federacji PDC przegrał w pierwszej rundzie z Jimem Williamsem 2-3 i odpadł z turnieju. 
W 2024 w rozgrywkach Development Tour, który jest przeznaczony dla graczy poniżej 24 roku życia znalazł się w czołowej dwójce rankingu graczy bez karty PDC Tour, dzięki czemu uzyskał kartę na okres dwóch sezonów 2025 i 2026, która uprawnia do występów w turniejach w federacji PDC

### 2025
29 lipca 2025 roku zdobył swój pierwszy tytuł rankingowy w federacji PDC, pokonując w finale holenderskiego dartera - Nielsa Zonnevelda wynikiem 8:6 w turnieju Players Championship 22. Stał się dzięki temu trzecim polskim darterem w historii, którzy wygrali rankingowy turniej w organizacji PDC po Krzysztofie Ratajskim I Radku Szagańskim.

## Linia czasowa
| Turniej                         | 2020 | 2021 | 2022 |
| ------------------------------- | ---- | ---- | ---- |
| Rankingowe turnieje telewizyjne |      |      |      |
| UK Open                         | NK   | 4R   | ĆF   |
| Pozostałe turnieje telewizyjne  |      |      |      |
| Młodzieżowe Mistrzostwa Świata  | 2R   | FG   | 3R   |
| Statystyka                      |      |      |      |
| Ranking na koniec roku          | –    | 156  |      |

## Dziewiąte lotki
| Data             | Przeciwnik    | Turniej            | Sposób                              | Nagroda     |
| ---------------- | ------------- | ------------------ | ----------------------------------- | ----------- |
| 5 marca 2021     | Jim McEwan    | UK Open            | 3 x T20; 3 x T20; T20, T19, D12     | brak danych |
| 2 listopada 2023 | Anton Östlund | MODUS Super Series | 3 x T20; 2 x T20, T19; 2 x T20, D12 | brak danych |